# Dmitri Jmylnin
Dmitri Jmylnin (en ruso: Дмитрий Хмыльнин; Kámensk-Uralski, URSS, 25 de marzo de 1988) es un deportista ruso que compitió en remo. Ganó una medalla de bronce en el Campeonato Europeo de Remo de 2011, en la prueba de doble scull.

## Palmarés internacional
| Campeonato Europeo | Campeonato Europeo | Campeonato Europeo | Campeonato Europeo |
| Año                | Lugar              | Medalla            | Prueba             |
| ------------------ | ------------------ | ------------------ | ------------------ |
| 2011               | Plovdiv (Bulgaria) | Medalla de bronce  | Doble scull        |